# Dom Basílio
Dom Basílio là một đô thị thuộc bang Bahia, Brasil. Đô thị này có diện tích 653,03 km², dân số năm 2007 là 11079 người, mật độ 16,97 người/km².